# Wellcome Collection
Wellcome Collection és un museu i biblioteca de Londres, que mostra una barreja d'artefactes mèdics i obres d'art originals que exploren "idees sobre les connexions entre la medicina, la vida i l'art". Fundada el 2007, la col·lecció Wellcome atrau més de 550.000 visitants a l'any i s'anuncia com "la destinació gratuïta per als curiosos incurables". El recinte ofereix exposicions i col·leccions contemporànies i històriques, la biblioteca Wellcome, una cafeteria, una llibreria i instal·lacions per a conferències. A més de les seves instal·lacions físiques, Wellcome Collection manté un lloc web d'articles originals i imatges arxivades relacionades amb la salut.

## Història

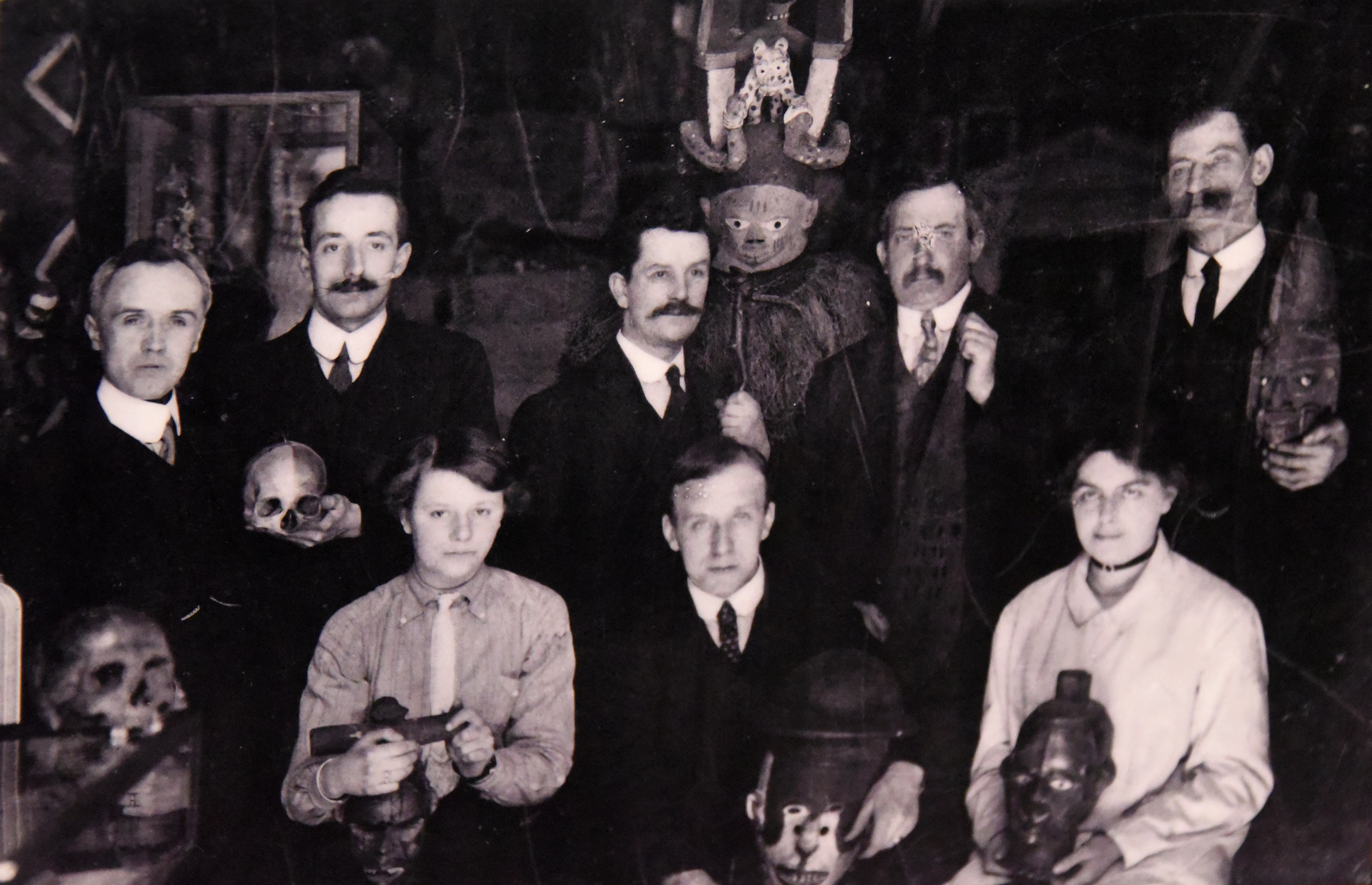
Personal del Wellcome Historical Medical Museum, en una imatge del 1915

La col·lecció Wellcome forma part del Wellcome Trust, fundat per Henry Solomon Wellcome (1853–1936). Un viatger entusiasta, Henry Wellcome va reunir una enorme col·lecció de llibres, pintures i objectes sobre el tema del desenvolupament històric de la medicina a tot el món. Abans hi havia un Wellcome Historical Medical Museum al Wigmore Street, amb artefactes d'arreu del món.
El Wellcome Trust va traslladar les seves oficines administratives en un edifici dissenyat específicament per al Trust per Michael Hopkins and Partners. Situat al costat d'Euston Road, es va acabar el 2004 creant així una oportunitat per a un nou local públic a l'antic edifici Wellcome. La col·lecció es va obrir al públic el juny de 2007.
La col·lecció Wellcome, pel valor dels seus fons històrics, és membre del grup The London Museums of Health &amp; Medicine.
Oberta des de 2007, la col·lecció Wellcome es va reobrir amb espais públics addicionals l'octubre de 2015.

## Biblioteca

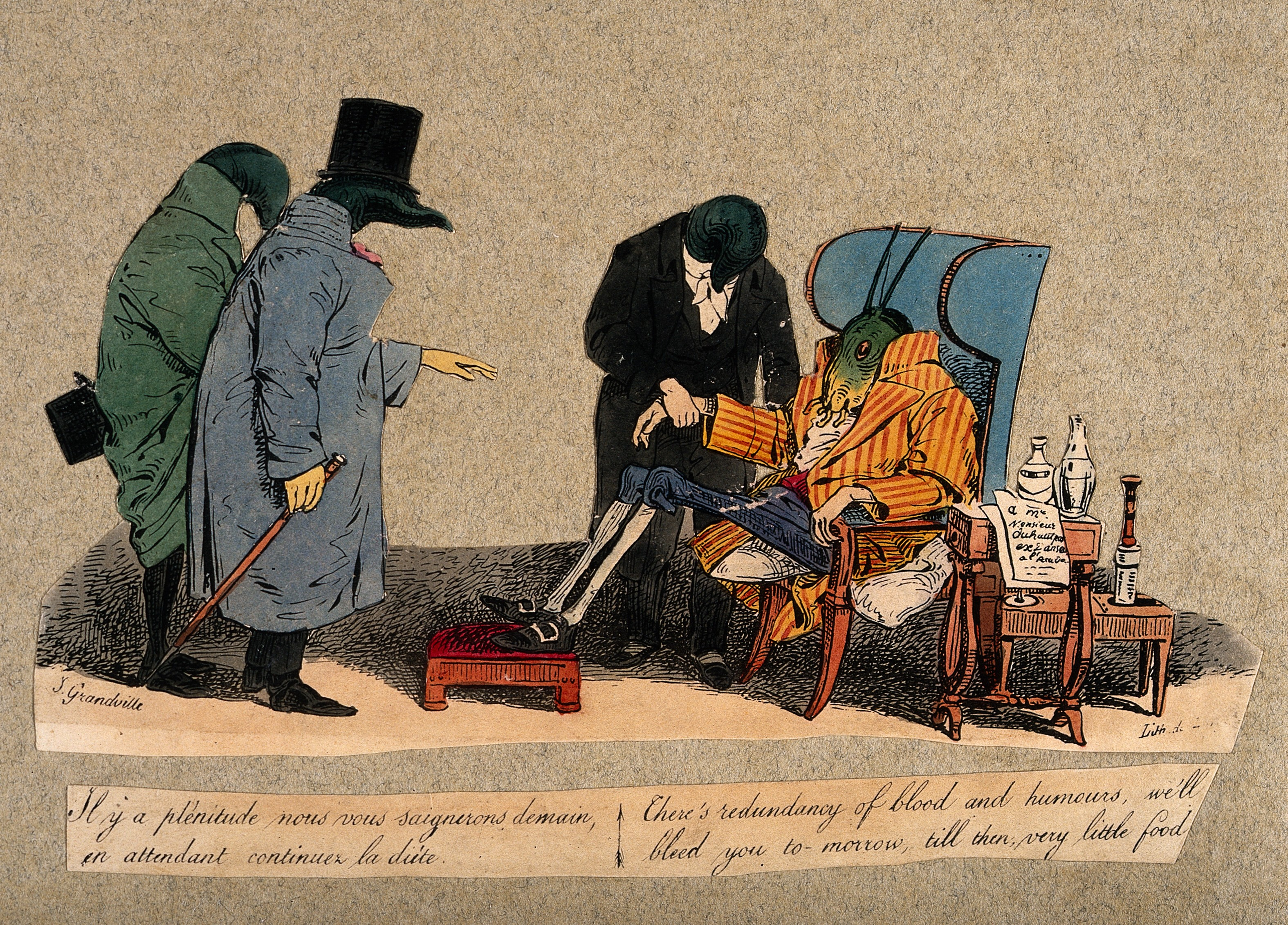
Tres sangoneres assisteixen a una llagosta en un curs sobre la sang, en un dibuix de Jean-Ignace-Isidore Gérard c.1832.

La Biblioteca Wellcome ofereix accés a col·leccions de llibres, manuscrits, arxius, pel·lícules i imatges sobre la història de la medicina des dels temps més antics fins a l'actualitat.

## The Hub
Situat a la cinquena planta de la Col·lecció, The Hub és un espai de col·laboració d'investigadors, que "aglutina diferents veus i coneixements com a part d'un experiment per veure quin nou coneixement es pot crear".
Els primers residents de The Hub, Hubbub, van explorar la dinàmica de "descans, soroll, tumult, activitat i treball" des d'octubre de 2014 fins a juliol de 2016.
Entre l'octubre de 2016 i el juliol de 2018, Created Out of Mind, un grup que explora la demència i les arts va començar la seva residència. "Molts dels membres principals del grup provenien del Centre de Recerca de Demència (DRC) de la University College London. L'equip tenia com a objectiu explorar què significa la demència per a tots nosaltres, així com definicions desafiants de la condició".
Del 2018 al 2020, la guardonada empresa d'arts creatives i entitat benèfica Heart n Soul es va instal·lar a The Hub "explorant idees com la 'normalitat' i el valor de la diferència entre tots nosaltres".

## Sala de Lectura
Reformada el 2015 com a part de la renovació de la Col·lecció Wellcome, la Sala de Lectura està oberta al públic.

## Col·leccions

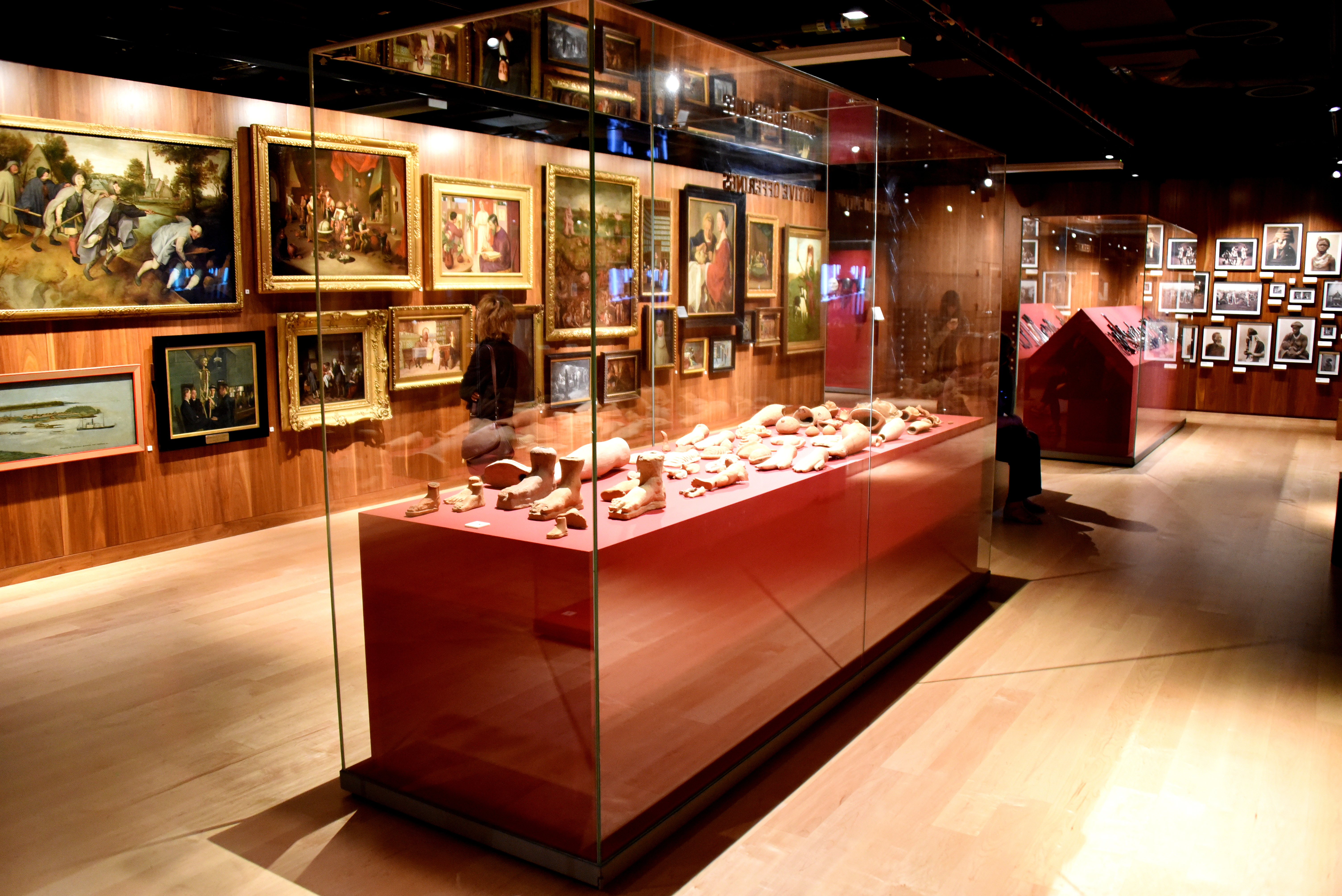
'Medicine Man', és una de les galeries de Wellcome Collection, a Londres

La col·lecció està dividida en diverses galeries. "Medicine Man" és una exposició permanent que mostra una petita part de la col·lecció d'Henry Wellcome. "Being Human" és una altra exposició permanent inaugurada el 2019 dissenyada amb l'ajuda d'artistes i activistes amb discapacitat en el marc del model social de la discapacitat, la qual cosa la converteix en una de les galeries més accessibles del món. "Ser humà" explora què significa ser humà al segle XXI centrant-se en les històries personals, i es divideix en quatre parts: genètica, ments i cossos, infecció i ruptura ambiental. Inclou art de Yinka Shonibare CBE, Latai Taumoepeau, Kia LaBeija, Mary Beth Heffernan i la pancarta "Water is Life" d'Isaac Murdoch dissenyada per a les protestes de Standing Rock.
L'espai expositiu principal acull un programa canviant d'esdeveniments i exposicions. L'espai ha inclòs treballs de Felicity Powell i Bobby Baker.
El vestíbul de l'edifici i les zones públiques solen incloure una obra de 1950 de Pablo Picasso (originalment en una paret del pis de John Desmond Bernal a Torrington Square) i una d'Anthony Gormley. Una figura de Marc Quinn estava originalment desprotegida sobre el terra de pedra, després es va traslladar dins d'una caixa de vidre, i actualment no es veu pels visitants. La col·lecció inclou 17.500 amulets, talismans i encants màgics i mèdics recollits per Henry Wellcome al nord d'Àfrica islàmic i a altres llocs del món.